# La P'tite Semaine
La P'tite Semaine est une série télévisée québécoise en 103 épisodes de 25 minutes scénarisée par Michel Faure et diffusée du 5 février 1973 au 23 mars 1976 à la Télévision de Radio-Canada.

## Synopsis
La P'tite Semaine raconte la vie quotidienne de la famille Lajoie.

## Fiche technique
- Scénariste : Michel Faure
- Réalisation : Claude Désorcy et Rolland Guay
- Société de production : Société Radio-Canada
- Musique originale : Jean Cousineau et François Dompierre

## Distribution
- Yvon Dufour : Lucien Lajoie
- Olivette Thibault : Ginette Lajoie
- Louise Portal : Nicole Lajoie
- Jean Besré : Christian Genet
- Amulette Garneau : Yvonne Garneau
- Yvon Leroux : Henri Garneau
- Ousseynou Diop : Étienne Latour
- Denis Drouin : Rosaire "Pinotte" Lajoie
- Roger Garand : Gustave Fournier
- Denise Proulx : Fernande Lemieux
- Christiane Delisle : Julie
- Tho Lam Cham : Restaurateur chinois
- Francine Tougas : Suzanne
- Michel Forget : Mikis Georgeopoulos
- Dominique Michel : Avril Lachance